# فتيات كرة الطاولة المشتعلات
فتيات كرة الطاولة المشتعلات (باليابانية: 灼熱の卓球娘، بالروماجي: Shakunetsu no Takkyū Musume) (بالإنجليزية: Scorching Ping Pong Girls)‏ هي سلسلة مانغا يابانية من تأليف ياغورا أسانو، نشر شوئيشا في مجلة [جمب سكوير]]، منذ 19 ديسمبر عام 2013 حتى 19 فبراير 2015،  ثم أنتقلت إلى مجلة توناري نو يونغ جمب منذ 15 مايو عام 2015 حتى 1 فبراير عام 2019، تم تجمع فصول المانغا في 7 تانكوبون. أنتجت إلى مسلسل أنمي تلفزيوني من قبل استوديو كينيما سيتروس، عرض الأنمي في 3 أكتوبر عام 2016 واستمر عرضه حتى 19 ديسمبر عام 2016، وتكون من 12 حلقة.

## القصة
تدور أحداث القصة عن كويوري تسوموجيكازي
هي فتاة تحب كرة الطاولة كثيرا، انتقلت للتو إلى مدرسة سوزوميغهارا الثانوية التي تمتلك فريق كرة الطاول ضعيف، تحاول مع أصدقائها الفوز في البطولة الوطنية لكرة الطاولة ليكونوا الأبطال جدد.

## الشخصيات

### مدرسة سوزوميغهارا جونير الثانوية
كويوري تسوموجيكازي (باليابانية: 旋風 こより، بالروماجي: Tsumujikaze Koyori)
أداء صوتي: يوميري هاناموري
أغاري كاميا (باليابانية: 上矢 あがり، بالروماجي: Kamiya Agari)
أداء صوتي: مينامي تاناكا
هانابي تينكا (باليابانية: 天下 ハナビ، بالروماجي: Tenka Hanabi)
أداء صوتي: ماريكا كونو
هوكوتو إيتسومو (باليابانية: 出雲 ほくと، بالروماجي: Izumo Hokuto)
أداء صوتي: يوكي كواهارا
موني أوموني (باليابانية: 大宗 夢音، بالروماجي: Ōmune Mune)
أداء صوتي: أياكا إيمامورا
'موني موني / كيروكا أوشيرودي
(باليابانية: ムネムネ، بالروماجي: Munemune) / (باليابانية: 後手 キルカ، بالروماجي: Ushirode Kiruka)
أداء صوتي: هيساكو توجو [الإنجليزية]

### مدرسة موزوياما جونير الثانوية
كوروري فوتامارو (باليابانية: 二重丸 くるり، بالروماجي: Futamaru Kururi)
أداء صوتي: شيوري إيزاوا
كاكورو كاشيكيواراشي (باليابانية: 座敷童 石榴، بالروماجي: Zashikiwarashi Zakuro)
أداء صوتي: نوزومي فوروكي  [الإنجليزية]
ساتشيكو ساسوريدا (باليابانية: 蠍田 幸子، بالروماجي: Sasorida Sachiko)
أداء صوتي: ريكا تاتشيبانا [الإنجليزية]
يورا يوراغي (باليابانية: 由良木 ゆら، بالروماجي: Yuragi Yura)
أداء صوتي: يوشينو آوياما [الإنجليزية]
مايو كانيناشي (باليابانية: 鐘梨 まゆう، بالروماجي: Kanenashi Mayū)
أداء صوتي: أيومي تاكيو
كيميكو هامو (باليابانية: 羽無 公子، بالروماجي: Hamu Kimiko)
أداء صوتي: يوكا أوتسوبو

### أكاديمية تسوميبامي للفتيات
كومامي تسوكينوا (باليابانية: 月ノ輪 紅真深، بالروماجي: Tsukinowa Kumami)
أداء صوتي: رينا أويدا

## وصلات خارجية
- الموقع الرسمي باللغة اليابانية
- فتيات كرة الطاولة المشتعلات على موقع ANN manga (الإنجليزية)